# Theodor Innitzer
Theodor Innitzer (Nové Zvolání, 25 de diciembre de 1875 - Viena, 9 de octubre de 1955). Fue un clérigo católico de Austria, que alcanzó el rango de arzobispo de Viena y cardenal de la Iglesia católica.

## Carrera eclesiástica
Innitzer nació en 1875 en la aldea de Neugeschrei (hoy Nové Zvolání), en el distrito de Weipert (hoy Vejprty en la República Checa), en esos años parte del Imperio austrohúngaro, dentro de una familia de clase obrera. Tras recibir una educación básica, empezó a trabajar en una fábrica textil de la localidad pero por su habilidad e inteligencia el párroco local convenció a la familia de dejarlo ir al liceo local de Kadaň. Egresado de allí, pretendió convertirse en sacerdote y en 1898 ingresó al seminario católico de Viena.

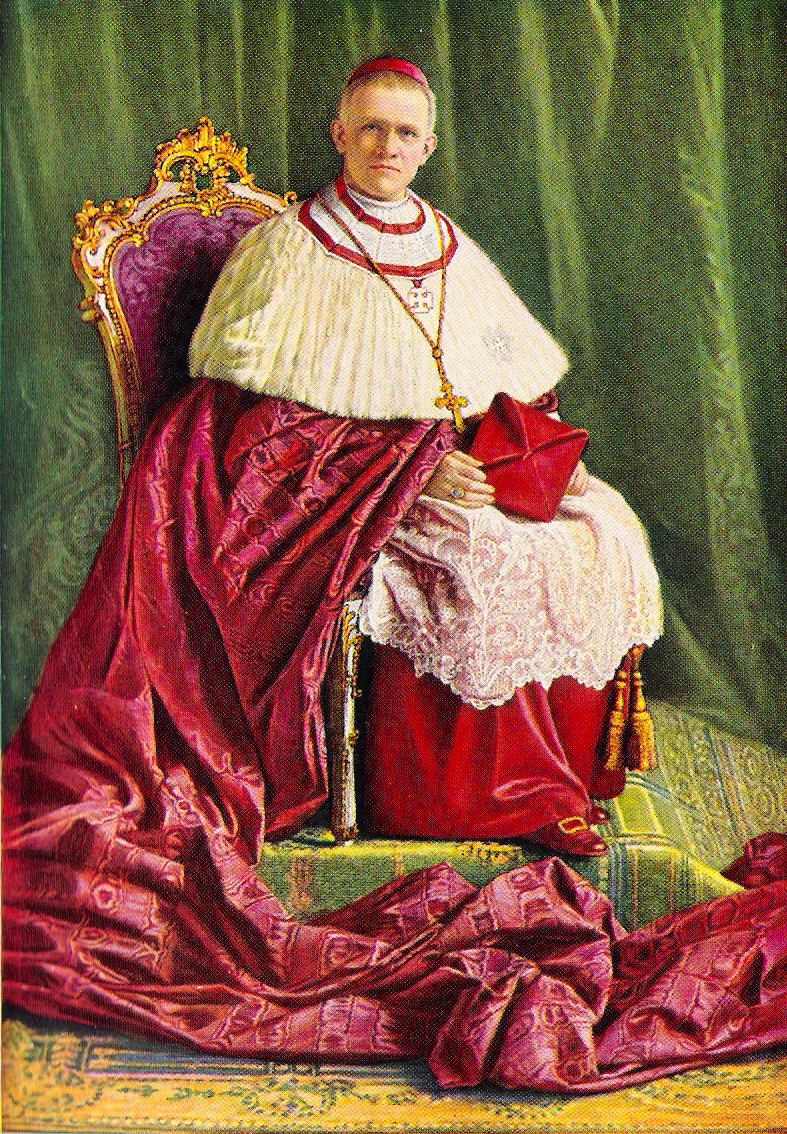
Fotografía coloreada de Inmitzer con capa magna, realizada poco después de su proclamación cardenalicia (1933).

En 1902, fue ordenado sacerdote y, cuatro años después, recibió un doctorado en teología. En 1908, empezó a dedicarse a la carrera acedémica como asistente de docencia en la Universidad de Viena, llegando a tener su cátedra en 1913. 
En 1928 asumió el rectorado de dicha universidad y al año siguiente fue convocado como "Ministro de asuntos sociales" por el canciller de Austria, Johann Schober. 
El 19 de septiembre de 1932, fue nombrado arzobispo de Viena por el cardenal Enrico Sibilia y, al año siguiente, fue ascendido al rango de cardenal por el papa Pío XI.

## Actividad política
Paralelamente, la evolución política de Austria y el inicio del régimen del austrofascismo causaban la "autodisolución" del parlamento bajo las presiones del gobernante Frente Patriótico, liderado por Engelbert Dollfuß. Tales medidas autocráticas fueron aprobadas por el cardenal Innitzer, quien ofreció su auxilio tanto al gobierno de Dollfuß como al de su sucesor, Kurt Schuschnigg.

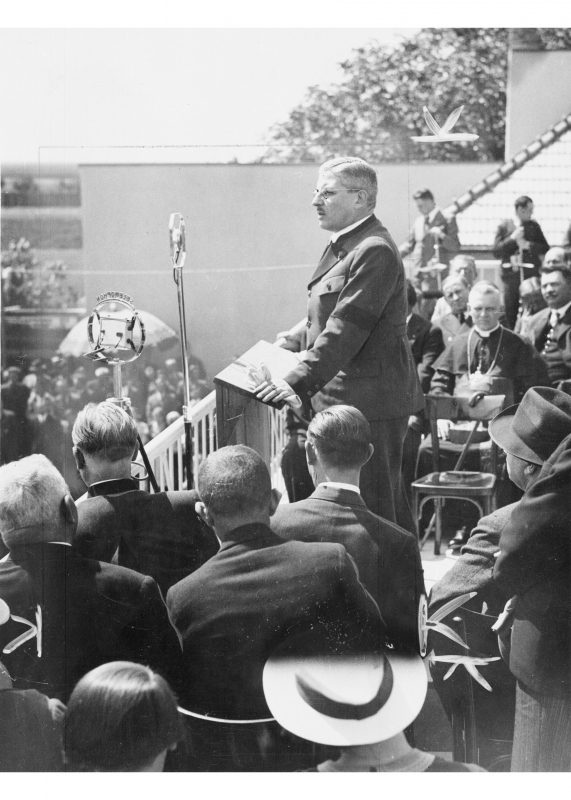
El canciller austríaco Schuschnigg dando un discurso con motivo de la inauguración del Dollfuss-Heim en Gänserndorf, el. Entre el público sentado, se encuentra el cardenal Innitzer (a la derecha de la imagen, detrás del canciller).

El régimen austrofascista basaba gran parte de su ideología en un firme conservadurismo social, en el anticomunismo y en la doctrina social católica, aplicando principios de esta última en la economía nacional. Estos factores causaban que el cardenal Innitzer, junto con gran parte del clero católico austriaco, se adhiriera a las políticas del Frente Patriótico. En 1933, Innitzer también denunció la existencia de una severa hambruna en la Unión Soviética, específicamente en Ucrania y el norte del Cáucaso, basándose en información recolectada de forma secreta.

## Controversia con el papado
Cuando Austria fue anexada por Alemania en marzo de 1938, Innitzer y otros obispos católicos emitieron un comunicado el 18 de marzo pidiendo a sus feligreses aceptar y apoyar el Anschluss. Tal declaración había sido aconsejada por el Gauleiter nazi Josef Bürckel, siendo que el texto concluía con la firma de Innitzer y los obispos al lado de la frase «Heil Hitler!». El gobierno nazi difundió este comunicado como una muestra de la adhesión de la jerarquía católica austriaca al Anschluss, lo cual causó molestia en la Santa Sede, al punto que Pío XI requirió una aclaración al cardenal Innitzer. 
Ya en 1937, el papa había emitido la encíclica Mit brennender Sorge, en la que condenaba el nazismo, y Radio Vaticano había reprobado el Anschluss. Ante ello, el cardenal Eugenio Pacelli (futuro papa Pío XII) requirió que Innitzer se entrevistara con Pío XI en el Vaticano; allí el cardenal Innitzer recibiría instrucciones para la emisión de una declaración formal junto a los demás obispos austríacos, retractándose de todo apoyo al régimen nazi. La nueva declaración de Innitzer señalaba que "la declaración solemne de los obispos de Austria (...) no estaba destinada a sostener algo que no era ni es compatible con las leyes de Dios", indicando que la declaración inicial del clero austríaco no contaba con la aprobación del papado. La retractación fue emitida el 6 de abril de 1938 y publicada inmediatamente después en L'Osservatore Romano.

## Enfrentamiento al nazismo
En los meses siguientes, el régimen nazi dejó sin efecto el Reichskonkordat, firmado con la Santa Sede en 1933, y empezó a clausurar instituciones católicas. Pese a ello, Innitzer convocó una jornada de oración en la catedral de San Esteban de Viena para el 7 de octubre de 1938, a la que acudieron casi 9000 feligreses, mayoritariamente jóvenes. En el sermón, Innitzer declaró:  

Debemos confesar nuestra fe en Jesucristo, nuestro Führer
Theodor Innitzer

Esta declaración generó el enojo de los líderes nazis, lo que generó, al día siguiente, el ataque a la sede arzobispal de Innitzer por parte de miembros de las Juventudes Hitlerianas. 
Durante la Segunda Guerra Mundial, Innitzer favoreció el esfuerzo de guerra alemán cuando la Wehrmacht invadió la Unión Soviética en 1941, pero permaneció opuesto al antisemitismo racial del régimen. Tras el fin de la contienda, continuó en su cargo como arzobispo de Viena hasta su muerte en 1955, pese a recibir numerosas críticas por su conducta inicial de adherirse a la Alemania nazi en 1938.